# Isolina Viladot i Viñas
Isolina Viladot i Viñas  (Isona, Pallars Jussà, 1902 - Barcelona, 25 de juliol de 1956) fou escriptora, activista i cofundadora del Lyceum Club de Barcelona.

## Biografia
Signà el «Manifest a les dones», el manifest fundacional amb què el Lyceum Club de Barcelona, sota el lema «Llibertat i cultura», es presentava a la societat. Fou membre de la direcció des dels moments inicials, fent-se càrrec de la funció de bibliotecària (1931-1932) i la de secretària (1936). També hi va impartir cursos de llengua catalana, subvencionats per l'Associació de l'Ensenyança Catalana.
La seva faceta d’escriptora la feu guanyar el 1931, amb l'obra Confidències, el premi atorgat per l'Ajuntament de Barcelona en el Primer Concurs Literari Femení organitzat pel Club Femení i d'Esports. I també l’any següent, amb l’obra Impressions del parc. Llegí en diverses sessions al Lyceum Club algunes de les seves obres, en especial aquests contes -Confidències, Impressions del parc, Gat escarmentat o Reflexions d’un experimentat- i el primer capítol d’una novel·la inèdita, relats en els quals sembla que l’humor franc, i no la ironia o el sarcasme, era la tònica principal.
Dins de la seva activitat política, el maig de 1932 va signar la proposta de constitució i manifest fundacional «Bases per a la Constitució d'un Front Únic Femení Esquerrista i va formar part del seu Comitè Central. Va publicar articles a diferents mitjans periodístics com La Publicitat, L'Opinió o Companya, en què donava suport a l’Estatut i comentava la participació de la dona en politica.
Estigué casada amb Joan Sitjes i Castells, de qui enviudà l’agost de 1934.